# Donji Lukavac (Republika Serbska)
Donji Lukavac (cyr. Доњи Лукавац) – wieś w Bośni i Hercegowinie, w Republice Serbskiej, w gminie Nevesinje. W 2013 roku liczyła 47 mieszkańców.